# Charles Cottet
Charles Cottet (Lo Puèi de Velai, 1863 – París, 1925) fou un pintor postimpressionista francès. Format a París, fou deixeble d'Alfred Roll i rebé els consells de Puvis de Chavannes. Participà en les exposicions dels pintors impressionistes i simbolistes celebrades a la galeria Le Barc de Boutteville i es relacionà amb els pintors del moviment nabí. El 1885 descobrí la Bretanya, els paisatges i els costums de la qual esdevindrien protagonistes de bona part de la seva obra. Encapçalà el grup d'artistes La bande noire, anomenat així per la utilització de tonalitats fosques en les seves obres.
Mitjançant el seu amic Zuloaga, feu amistat amb Ramon Casas i Santiago Rusiñol.